# Муравьёв, Валентин Павлович
Валентин Павлович Муравьёв (24 апреля 1908 — 16 июня 1988) — советский энергетик, первый директор Ленинградской АЭС.

## Биография
Родился 24 апреля 1908 года в Иркутске в семье служащего и крестьянки. В этом же году погибает его отец, и в связи с тяжёлым материальным положением семьи мать отдаёт его в детдом, откуда забирает в 1915 году и отдаёт в начальную школу. В 1919 году его отчим убит белогвардейцами, и из-за очередных материальных трудностей он идёт в ученики слесаря.
В 1931 становится учеником Ленинградского индустриального института по специальности «гидравлические машины».
С 1937 по 1941 годы работает на Волховском алюминиевом заводе.
С 1952 года работает в Министерстве среднего машиностроения в городах Челябинск-40 и Красноярск-26. В этот период получает орден Ленина за строительство, пуск и оснащение мощностей закрытых предприятий, Сталинскую премию второй степени (1953) за разработку и промышленное освоение методов выделения и переработки трития.
6 декабря 1966 года приказом Ефима Славского назначен первым директором Ленинградской АЭС.
Умер 16 июня 1988 года.

## Награды
- Орден Ленина за пуск, освоение и повышение мощности крупных энергетических установок[3](1965)
- Сталинская премия 2 степени (1953)
- Почётный житель города Сосновый Бор.

## Память
- В честь Валентина Муравьёва на доме № 9 по улице Комсомольской в Сосновом Бору вывешена доска почёта.